# داني مورغان (سياسي)
داني مورغان (بالإنجليزية: Danny Morgan)‏ هو سياسي أمريكي، ولد في 23 أكتوبر 1972 في براغ في الولايات المتحدة. حزبياً، نشط في الحزب الديمقراطي. وقد انتخب عضو مجلس نواب أوكلاهوما.